# Ust´-Kada
Ust´-Kada (ros. Усть-Када) – wieś (sieło) w Rosji, w obwodzie irkuckim, w rejonie kujtuńskim. W 2010 liczyła 422 mieszkańców.